# Galina Jermolajeva
Galina Ermolaeva, ook wel Galina Nikolaevna Vasileva (Novochopjorsk, 4 februari 1937) is een wielrenner uit Sovjet-Unie.
Van 1958 tot 1962 won zij vijf maal op rij het WK baansprinten. De jaren daarna haalde ze ook nog het podium met tweede en derde plaatsen.